# زلزال طوسيه - لاديك 1943
زلزال طوسيه - لاديك 1943 هو زلزالٌ وقعَ في طوسيه في تركيا بتاريخ 26 نوفمبر 1943.